# Alphonse Areola
Pour les articles homonymes, voir Areola.
Alphonse Areola, né le 27 février 1993 à Paris, est un footballeur international français qui évolue au poste de gardien de but à West Ham United.
Dès ses treize ans, il intègre le PSG où il fait toute la suite de sa formation, en parallèle de l'INF Clairefontaine lors des années concernées. Ayant un parcours de progression prédéfini, il est d'abord quatrième gardien de l'équipe fanion lors de la saison 2012-2013. L'année suivante, il est prêté au RC Lens pour connaître une première saison comme titulaire en Ligue 2. Pour l'exercice 2014-2015, il passe une étape en gardant les cages de Ligue 1 au SC Bastia, puis franchit une dernière étape avec le Villarreal CF où il joue les premiers rôles en Liga et la Ligue Europa. À partir de 2016, il est un membre du groupe professionnel du Paris SG. Doublure de Kevin Trapp en 2016-2017, il devient progressivement titulaire.
Il connaît toutes les équipes de France jeunes. Participant aux championnats d'Europe en U17 et U19, il est sacré Champion du monde des moins de 20 ans en 2013 et se montre décisif. Après un passage chez les Espoirs, il intègre l'équipe de France A en 2015. Troisième gardien derrière Hugo Lloris et Steve Mandanda lors du sacre de champion du monde en 2018 puis de la Coupe du monde 2022 où les bleus sont finaliste, il doit attendre la retraite international de ces deux gardiens pour être nommé par Didier Deschamps deuxième gardien, derrière Mike Maignan en 2023. L'arrivée de Brice Samba dans l'effectif des Bleus puis sa promotion en tant que deuxième gardien rétrograde toutefois à nouveau Areola à la position de troisième gardien mais il participe à l'Euro 2024.

## Biographie

### Enfance et formation

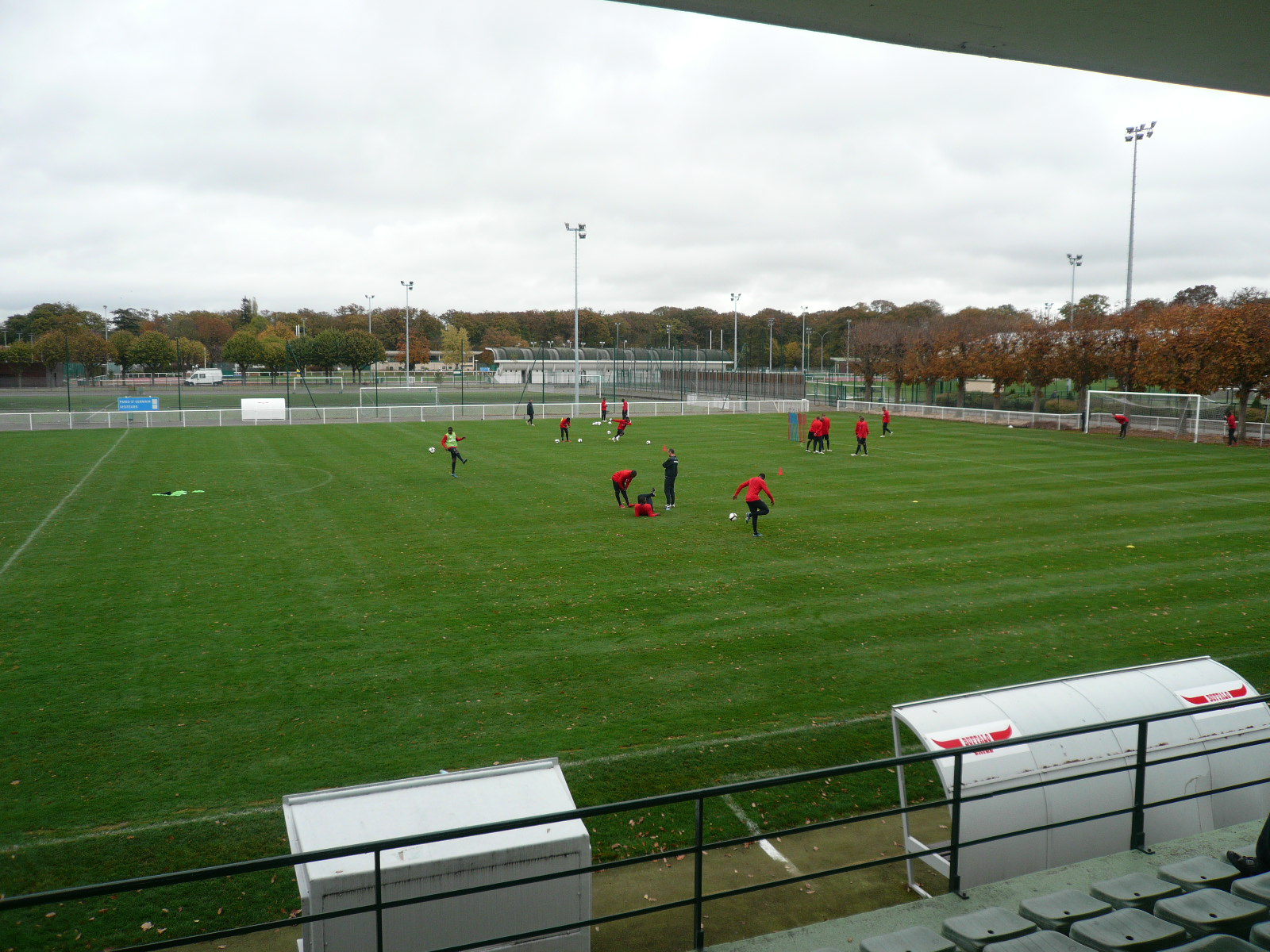
Areola effectue la majorité de sa formation au centre du formation du PSG.

Ses parents, Cleto et Heidi, quittent les Philippines pour trouver un travail à Paris au début des années 1990. Alphonse Areola naît le 27 février 1993 à Paris.
Areola fait ses débuts au football à l'âge de six ans à l'Entente Sportive des Petits Anges (ESPA), dans le 7e arrondissement de Paris. Il joue d'abord dans le champ, mais par suite de l'absence du gardien habituel, il est replacé dans les buts par son entraîneur, poste qu'il ne quittera plus depuis.
À treize ans, il signe au Paris Saint-Germain et remporte le championnat U14 Fédéral. Il peaufine en parallèle sa préformation à l'INF Clairefontaine de 2006 à 2009, sur conseil du club parisien. Durant son passage à l'INF, il est surnommé « Superstar ». Le 3 juillet 2009, lors de son retour dans le club de la capitale, il signe son premier contrat professionnel d'une durée de trois saisons.
Après deux saisons dans les cages de la réserve parisienne, Alphonse Areola dispute son premier match professionnel en Ligue 1 le 18 mai 2013 face au Stade brestois, en remplaçant Salvatore Sirigu à la 47e minute. Cette entrée en jeu lui permet de devenir champion de France. Il est titularisé pour la première fois en Ligue 1 le 26 mai 2013 face au FC Lorient.

### Prêts successifs

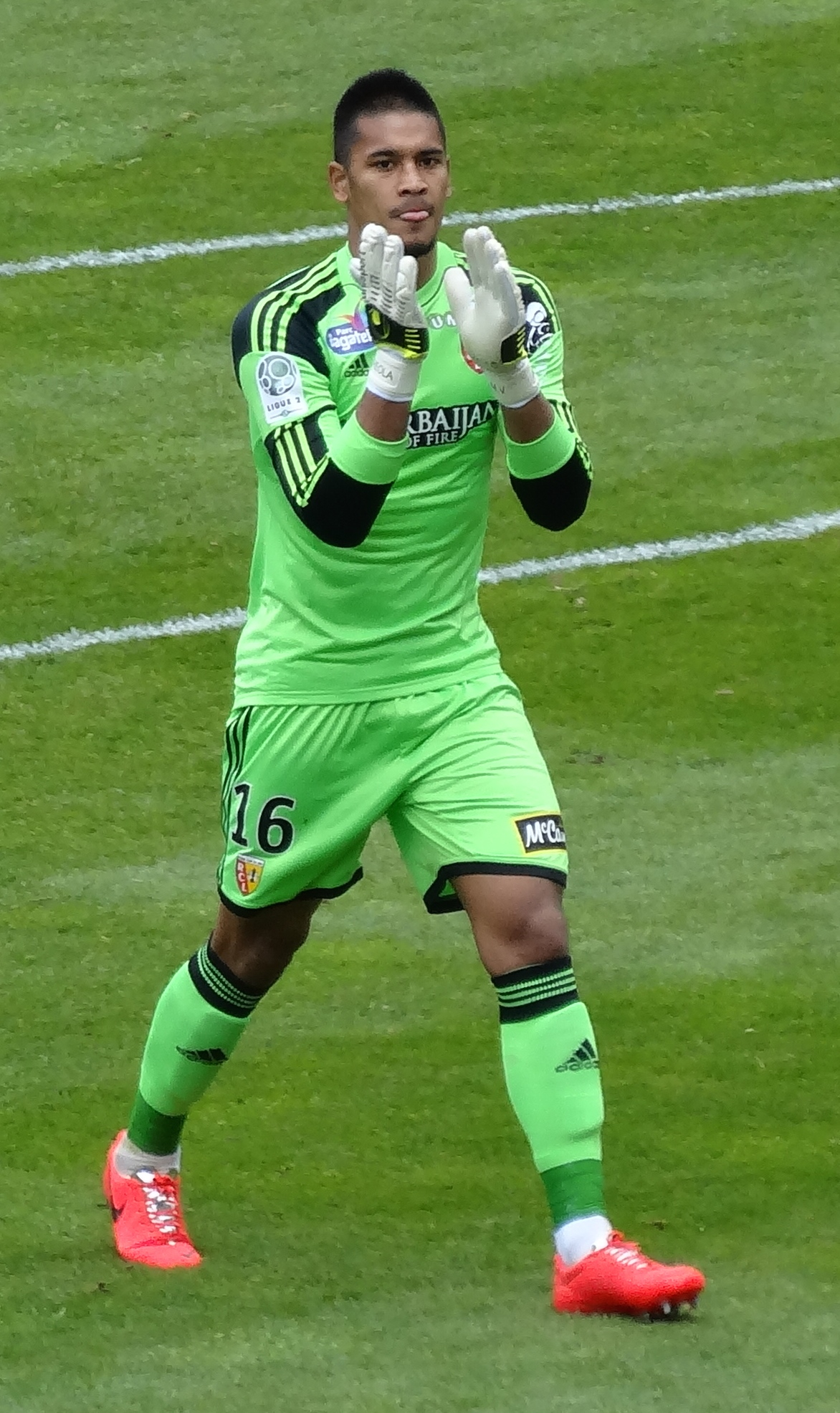
Alphonse Areola sous les couleurs du RC Lens.

Le 23 juillet 2013, Alphonse Areola est prêté pour une durée d'un an au RC Lens, en Ligue 2. Dans le Nord, il retrouve son coéquipier parisien, Loïck Landre, et son entraîneur dans la capitale, Antoine Kombouaré. Si à son arrivée, il est en balance avec Rudy Riou, il montre très vite ses qualités et s'installe définitivement dans les buts lensois. Alphonse Areola justifie le choix de son entraîneur de le titulariser et ses performances en club lui permettent de revêtir le maillot de l'équipe de France Espoirs. Lors de la 18e journée et la réception du Istres FC (1-2), Areola est mis K.O en sortant dans les pieds de Cheick Fantamady Diarra dont le genou heurte son nez. Le gardien souffre d'une fracture du nez et doit céder sa place sur civière alors que tout le stade scande son nom. Finalement, le jeune portier aura disputé 36 matchs toutes compétitions dont 35 matchs de Ligue 2 cette saison-là et aura contribué à la montée du RC Lens en Ligue 1. Le 11 mai 2014, après une grosse saison qui l'a vu briller, Alphonse Areola est élu meilleur gardien de Ligue 2 lors de la remise des Trophées UNFP 2014. Il est également membre de l'équipe-type de Ligue 2. Une semaine plus tard, après une victoire 0-2 au CA Bastia, le RC Lens valide sa montée en Ligue 1 en terminant 2e de Ligue 2. Les lauriers se succèdent pour le jeune portier puisqu'il est élu révélation Eurosport 2014 par la chaîne, récompensant ainsi le meilleur joueur qui disputait sa première saison en Ligue 2. Le 20 juin, Areola prolonge son contrat jusqu'en 2019 au Paris-Saint-Germain.
Face à l'incertitude autour de la validation de la montée du RC Lens en Ligue 1 et bien que le portier soit revenu au club pendant plus d'un mois, Alphonse Areola rejoint finalement le SC Bastia pour la saison 2014-15 où il retrouve Claude Makélélé, ancien adjoint au PSG. Ce choix est notamment ordonné par le PSG qui souhaite s'assurer que son portier joue en Ligue 1 pour continuer son apprentissage du haut niveau. Il reçoit le premier carton jaune de sa carrière lors de la défaite des Corses à domicile contre Evian TG lors de la 16e journée (1-2). Le 10 janvier 2015, Areola et les siens frappent un grand coup lors du match retour contre le Paris SG, club auquel il appartient, en s'imposant 4-2 après avoir été menés 0-2. Le 31 janvier, pour son retour devant le public lensois où il reste très apprécié pour ses bonnes performances de la saison passée, Areola commet une faute de main entraînant un penalty pour ses anciens coéquipiers. Quatre jours plus tard, lors de la demi-finale de la Coupe de la Ligue à Monaco, le SC Bastia crée la surprise en sortant les joueurs du Rocher aux tirs au but. Le jeune portier détourne la tentative de João Moutinho et retrouve le PSG, son club formateur et tenant du titre, en finale. Alphonse Areola et le SC Bastia, réduits à dix dès 18 minutes de jeu, s'inclinent lourdement 4-0 lors de cette finale sur deux doublés des deux buteurs phares du PSG, Zlatan Ibrahimović et Edinson Cavani. Durant ce prêt, le jeune espoir dispute 39 rencontres, dont quatre en coupes.
Le 17 juin 2015, le Paris Saint-Germain prête son jeune espoir français au club espagnol du Villarreal CF pour une saison afin qu'il découvre la Coupe d'Europe et le haut de tableau en première division. Il continue ainsi sa progression après avoir découvert la Ligue 2 et la Ligue 1,. Le 23 août, il dispute ses premières minutes dans les cages du Villarreal CF en profitant de la longue absence de Sergio Asenjo, l'habituel titulaire, et obtient le nul contre le Betis Séville lors de l'ouverture de la Liga (1-1). Lors de la 15e journée, le 13 décembre, Areola et les siens réalisent un exploit en battant le Real Madrid CF (1-0). Il est élu joueur du mois de janvier 2016 par les fans de Villarreal. Une semaine plus tard, alors qu'il doit se contenter d'un statut de remplaçant lors de la phase de poule, il dispute sa première rencontre de Ligue Europa face au SSC Naples, qui se solde par une courte victoire à domicile (1-0). Il se montre décisif à plusieurs reprises lors du match retour au stade San Paolo où le sous-marin jaune décroche le nul (1-1) et se qualifie pour les huitièmes de finale. Le 2 mars, Alphonse Areola atteint le record d'invincibilité du club avec 590 minutes sans encaisser de but. Il prolonge ce record encore un match avant de céder contre Las Palmas après 620 minutes d'invincibilité,. Après une victoire 1-0 dans les arrêts de jeu à l'aller des demi-finales de C3 contre Liverpool FC, le gardien français encaisse trois buts au retour et voit le parcours des siens s'arrêter à Anfield Road (3-0). En Liga, Areola et ses coéquipiers terminent à la 4e place. Sur le plan personnel, le portier du Sous-Marin jaune dispute 37 rencontres, dont 32 en Liga et cinq en Ligue Europa.

### Retour au PSG

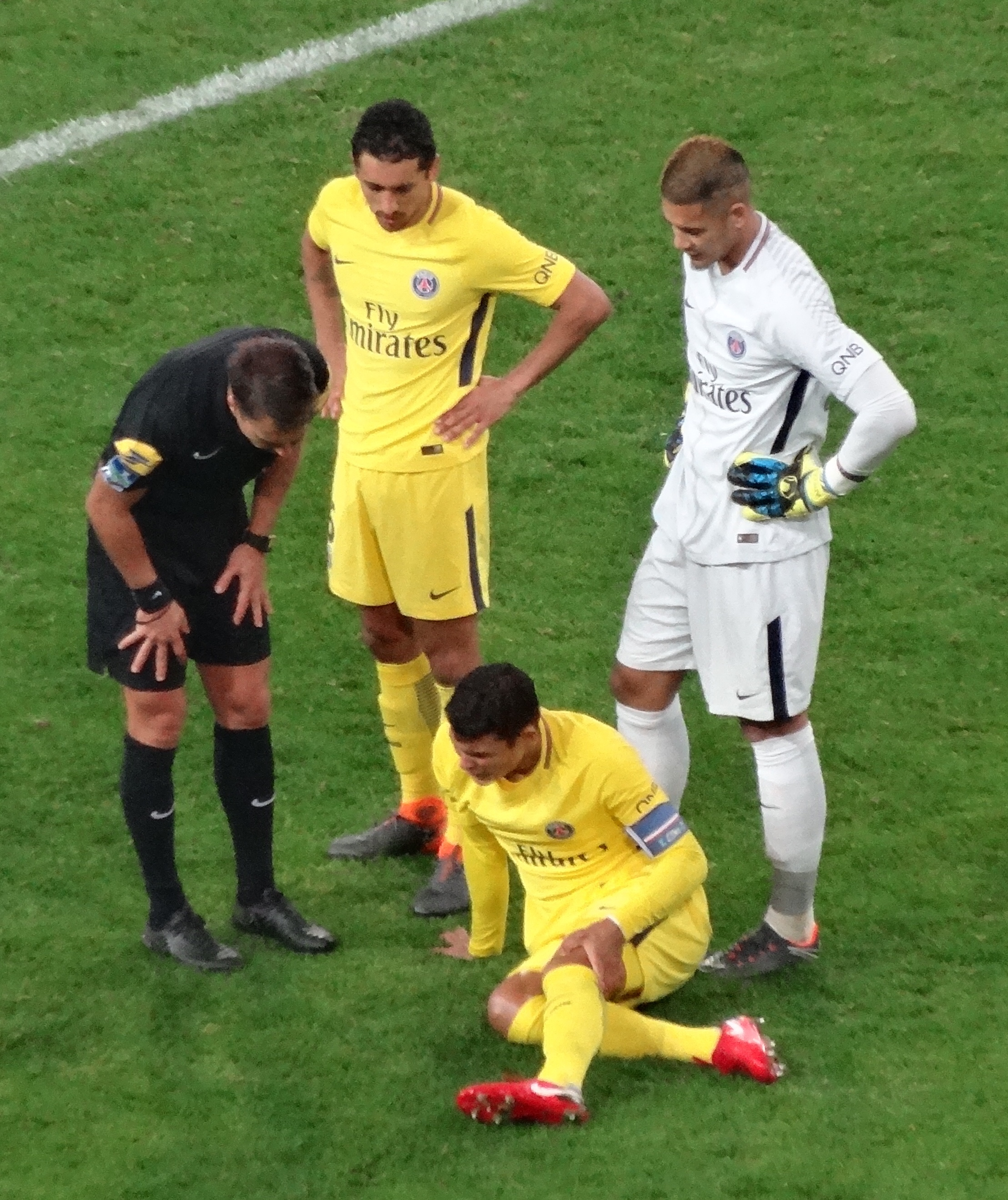
Areola (à d.) avec le PSG en 2018.

Après avoir passé trois saisons à successivement jouer la montée de Ligue 2 au Lens, le maintien en Ligue 1 à Bastia puis la Coupe d'Europe et le haut de tableau en première division à Villarreal, Alphonse Areola retourne au Paris-Saint-Germain pour la saison 2016-2017 et se voit intégré au groupe par le nouvel entraîneur Unai Emery pour disputer la place de titulaire avec Kevin Trapp,. Durant la préparation, les deux gardiens disputent les matchs à parité de temps de jeu. Remplaçant lors des premiers matchs, Areola commence sa saison le 13 septembre en jouant le premier match de Ligue des champions de sa carrière contre Arsenal (1-1). Le 28 septembre, alors que son équipe mène 1-2 à Sofia, il détourne un penalty contre Ludogorets Razgrad.
Lors de la saison 2017-2018, il devient le gardien titulaire principalement en championnat comme en coupe d'Europe. Auteur d'une solide prestation, il ne peut empêcher la défaite des siens face au futur vainqueur, le Real Madrid en huitième de finale retour de la Ligue des champions.
Malgré l'arrivée de Gianluigi Buffon au début de la saison 2018-2019, le nouvel entraineur Thomas Tuchel donne du temps de jeu à Areola, expliquant que le modèle d'un gardien numéro 2 qui attend que le numéro 1 se blesse, a peut-être vécu. Le 7 septembre 2018, l'entraineur des gardiens de Chelsea, Christophe Lollichon, indique qu'Areola a voulu rejoindre le club londonien durant l'été écoulé, mais que le transfert n'a pu se faire. Le 10 septembre 2018, l'entraineur allemand déclare qu'Areola est « en pole » pour être no 1 devant Gianluigi Buffon.
Alors que le portier italien lui a été préféré lors des trois derniers matchs de groupe en Ligue des champions, Areola dispute la coupe de France après la trêve hivernale. À cette occasion, il porte pour la première fois le brassard de capitaine, à la suite de la sortie de Thiago Silva.
Lors de la saison 2018-2019, il est le délégué syndical de l'UNFP au sein du Paris-Saint-Germain.

### Prêt au Real Madrid
À l'issue du mercato d'été 2019, Alphonse Areola rejoint le Real Madrid en prêt. Keylor Navas fait le chemin inverse pour le remplacer en tant que gardien numéro 1. Le 26 septembre, il fait ses débuts sous la tunique madrilène face à Osasuna (victoire 2-0). Une semaine plus tard, il remplace Thibaut Courtois à la mi-temps d'un match de Ligue des champions contre Bruges (2-2), avant d'enchaîner en Liga contre Grenade. Lors de cette rencontre, il concède un penalty après avoir fauché Carlos Fernandes, qui l'avait dépossédé du ballon.
Titularisé en coupe du Roi, il encaisse quatre buts le 6 février 2020 contre la Real Sociedad, match au cours duquel son équipe est éliminée (3-4). Alors que le club restait auparavant sur sept « clean sheet » consécutifs, Zinédine Zidane n'accable pas le gardien français. Le prêt du gardien s'achève en août 2020. Il aura disputé neuf rencontres avec les Madrilènes.

### Prêt à Fulham
Le 9 septembre 2020, le gardien est prêté pour une saison avec option d'achat au Fulham FC. Il fait ses débuts sous ses nouvelles couleurs lors d'un match de League Cup à Ipswich (victoire 0-1), le 16 septembre. Trois jours plus tard, il débute en Premier League lors d'un déplacement à Leeds, où il encaisse quatre buts (défaite 4-3).

### Prêt à West Ham
Le 29 juillet 2021, Areola est prêté a West Ham et donc il retrouve la Premier League avec une option d’achat obligatoire à l’issue de la saison.

### West Ham United
Le 27 juin 2022, Alphonse Areola quitte définitivement le PSG pour West Ham United. En 2022-2023, Łukasz Fabiański lui est préféré en championnat, Areola est en revanche titulaire lors des rencontres de Ligue Europa Conférence qu'il remporte après une victoire en finale contre l'ACF Fiorentina (2-1). Areola devient titulaire en championnat en 2023-2024 et contribue au début de saison réussi de sa formation, deuxième de Premier League après trois rencontres.

### En sélection nationale

#### Chez les jeunes

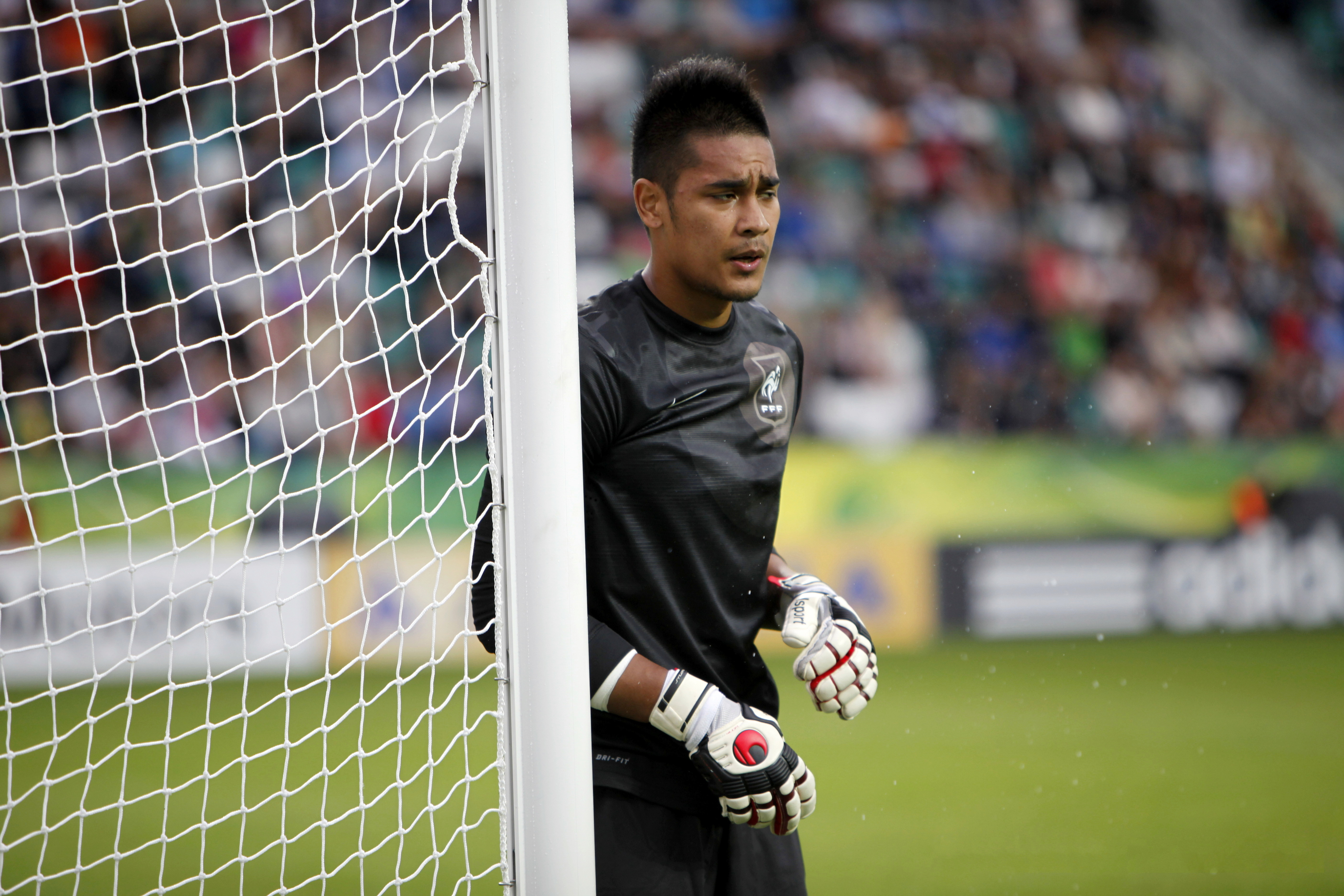
Alphonse Areola contre l'équipe d'Espagne des moins de 19 ans lors de l'Euro U19 2012.

Passé par toutes les équipes de France jeunes jeunes depuis l'âge de 15 ans, Alphonse Areola participe à l'Euro U17 2010, à l'Euro U19 2012 et remporte la Coupe du monde U20 2013, le premier titre mondial de la France dans cette catégorie. C'est d'ailleurs lors de cette Coupe du monde U20 qu'il se fait connaître auprès du public par plusieurs arrêts décisifs notamment lors de la séance de tirs au but en finale contre l'Uruguay U20 où il arrête deux tirs adverses (0-0 ; 4-1 tab). Il révèle plus tard avoir ordonné à ses coéquipiers de marquer leurs tirs au but et qu'il ferait ce qu'il fallait de son côté.
Le 9 septembre 2013, il revêt le maillot des espoirs pour la première fois contre la Biélorussie, lors des qualifications pour l'Euro espoirs 2015, où les siens s'imposent 1-2. Deuxième derrière Zacharie Boucher dans la hiérarchie établie par Willy Sagnol, il connaît moins de réussite contre les espoirs islandais où il est coupable sur deux buts même si la France l'emporte de justesse (3-4). Areola change de statut en sélection espoir quand Pierre Mankowski avec qui il a été champion du monde U20 l'été précédent prend les commandes de la sélection. Ce dernier le titularise à la place de Zacharie Boucher face au Kazakhstan pour une victoire 1-5 synonyme de place pour les barrages de l'Euro espoirs 2015. Lors des barrages face à la Suède et après une victoire à l'aller, Areola et les siens se font éliminer au retour.

#### Chez les A
Alphonse Areola est appelé pour la première fois par Didier Deschamps en équipe de France le 1er octobre 2015, à la suite de la blessure du troisième gardien Benoît Costil, pour un rassemblement qui voit la France être confrontée à l'Arménie et le Danemark.
Non-retenu parmi les 23 joueurs français sélectionnés pour disputer l'Euro 2016, il fait partie d'un groupe de huit réservistes présents lors de la préparation de l'équipe de France et susceptibles de remplacer un joueur sélectionné qui serait forfait.
Appelé à plusieurs reprises dans le groupe France, au cours des éliminatoires de la Coupe du monde 2018, il est dans les tribunes du RheinEnergieStadion le 14 novembre 2017 lors d'un match amical contre l'Allemagne (2-2). Au cours de cette rencontre, Kevin Trapp, son remplaçant en club, est titulaire dans le but adverse.
Le 17 mai 2018, Areola est sélectionné pour la Coupe du monde 2018 en Russie. Il est le troisième gardien derrière Hugo Lloris et Steve Mandanda. Au cours de cette compétition, l'équipe de France s'impose et Alphonse Areola est sacré champion du monde, cinq ans après son titre en jeunes. Alors qu'il ne compte encore aucune sélection, il devient le deuxième joueur champion du monde avant même d'être international,.
Le 3 septembre 2018, Didier Deschamps annonce qu'Areola sera titulaire à Munich, en l'absence de Lloris et Mandanda (blessés),, pour le premier match de l'équipe de France dans la toute nouvelle Ligue des nations de l'UEFA,,,. Auparavant, il avait déjà été convoqué à 29 reprises, sans disputer la moindre minute de jeu. Le 6 septembre 2018, sur la pelouse de l'Allianz Arena, il honore sa première sélection contre l'Allemagne, et devient le 78e portier à garder les cages de l'équipe de France. Pour cette première, il réalise un sans faute, et n'encaisse aucun but, malgré de nombreuses sollicitations (0-0). Avec six arrêts au cours du match ou il a tenu en échec Timo Werner, Thomas Müller, Marco Reus, Mats Hummels et Matthias Ginter qu'il empêche de marquer son premier but en sélection, il réussit une performance inégalée depuis dix ans. Celle-ci lui vaut les louanges de ses équipiers, comme de ses adversaires, au premier rang desquels Joachim Löw, le sélectionneur allemand. Didier Deschamps déclarera être « fier de ce qu'il a fait ». Le néo-international évoquera quant à lui « un sentiment d'invincibilité » sur ce match. Le 9 septembre 2018, Areola est à nouveau titulaire, au stade de France contre les Pays-Bas. Il encaisse son premier but en sélection sur une reprise de Ryan Babel, mais les Bleus l'emportent (2-1).
Il entre en jeu le 22 septembre 2022 contre l'Autriche en ligue des nations, en remplaçant Mike Maignan au début de la seconde période. Puis sera titulaire contre le Danemark au match suivant, encaissant deux buts (défaite 2-0).
Alphonse Areola fait partie des 26 joueurs sélectionnés pour disputer la Coupe du monde au Qatar, mais ne joue aucune minute de la compétition, en étant troisième gardien, derrière Hugo Lloris et Steve Mandanda. La France est battue par l'Argentine en finale (3-3, 4-2 aux tirs au but).
À la suite de la retraite internationale d'Hugo Lloris et Steve Mandanda, Areola est devenu gardien numéro 2 derrière Mike Maignan. Il voit Brice Samba intégrer en 2023 l'équipe de France puis être intronisé lors du rassemblement de juin numéro 2 dans la hiérarchie des gardiens, reléguant Areola à son ancien rôle de numéro 3.
En mai 2024, il figure dans une liste de 25 joueurs appelés par Didier Deschamps pour l'Euro 2024.

## Statistiques

### En club
| Saison                | Club                   | Championnat           | Championnat | Championnat | Coupe nationale | Coupe nationale | Coupe de la Ligue | Coupe de la Ligue | Supercoupe | Supercoupe | Compétition(s) continentale(s) | Compétition(s) continentale(s) | Compétition(s) continentale(s) | Total | Total |
| Saison                | Club                   | Division              | M.          | B.          | M.              | B.              | M.                | B.                | M.         | B.         | Comp.                          | M.                             | B.                             | M.    | B.    |
| 2012-2013             | Paris Saint-Germain    | Ligue 1               | 2           | 0           | -               | -               | -                 | -                 | -          | -          | C1                             | -                              | -                              | 2     | 0     |
| 2016-2017             | Paris Saint-Germain    | Ligue 1               | 15          | 0           | 5               | 0               | 1                 | 0                 | -          | -          | C1                             | 6                              | 0                              | 27    | 0     |
| 2017-2018             | Paris Saint-Germain    | Ligue 1               | 34          | 0           | -               | -               | -                 | -                 | 1          | 0          | C1                             | 8                              | 0                              | 43    | 0     |
| 2018-2019             | Paris Saint-Germain    | Ligue 1               | 21          | 0           | 5               | 0               | 2                 | 0                 | -          | -          | C1                             | 3                              | 0                              | 31    | 0     |
| 2019-2020             | Paris Saint-Germain    | Ligue 1               | 3           | 0           | -               | -               | -                 | -                 | 1          | 0          | C1                             | -                              | -                              | 4     | 0     |
| Sous-total            | Sous-total             | Sous-total            | 75          | 0           | 10              | 0               | 3                 | 0                 | 2          | 0          | -                              | 17                             | 0                              | 107   | 0     |
| 2013-2014             | RC Lens (prêt)         | Ligue 2               | 35          | 0           | 1               | 0               | -                 | -                 | -          | -          | -                              | -                              | -                              | 36    | 0     |
| 2014-2015             | SC Bastia (prêt)       | Ligue 1               | 36          | 0           | 1               | 0               | 3                 | 0                 | -          | -          | -                              | -                              | -                              | 40    | 0     |
| 2015-2016             | Villarreal CF (prêt)   | Liga                  | 32          | 0           | -               | -               | -                 | -                 | -          | -          | C3                             | 5                              | 0                              | 37    | 0     |
| 2019-2020             | Real Madrid (prêt)     | Liga                  | 4           | 0           | 3               | 0               | -                 | -                 | -          | -          | C1                             | 2                              | 0                              | 9     | 0     |
| 2020-2021             | Fulham FC (prêt)       | Premier League        | 36          | 0           | -               | -               | 1                 | 0                 | -          | -          | -                              | -                              | -                              | 37    | 0     |
| 2021-2022             | West Ham United (prêt) | Premier League        | 1           | 0           | 3               | 0               | 3                 | 0                 | -          | -          | C3                             | 11                             | 0                              | 18    | 0     |
| 2022-2023             | West Ham United        | Premier League        | 5           | 0           | 2               | 0               | 1                 | 0                 | -          | -          | C4                             | 15                             | 0                              | 23    | 0     |
| 2023-2024             | West Ham United        | Premier League        | 31          | 0           | -               | -               | 1                 | 0                 | -          | -          | C3                             | 1                              | 0                              | 33    | 0     |
| 2024-2025             | West Ham United        | Premier League        | 26          | 0           | -               | -               | -                 | -                 | -          | -          | -                              | -                              | -                              | 26    | 0     |
| Sous-total            | Sous-total             | Sous-total            | 63          | 0           | 5               | 0               | 5                 | 0                 | -          | -          | -                              | 27                             | 0                              | 100   | 0     |
| Total sur la carrière | Total sur la carrière  | Total sur la carrière | 281         | 0           | 20              | 0               | 12                | 0                 | 2          | 0          | -                              | 51                             | 0                              | 366   | 0     |

### En sélection nationale
| Saison                | Sélection             | Phases finales        | Phases finales | Phases finales | Éliminatoires | Éliminatoires | Ligue des nations | Ligue des nations | Matchs amicaux | Matchs amicaux | Total | Total |
| Saison                | Sélection             | Compétition           | M              | B              | M             | B             | M                 | B                 | M              | B              | M     | B     |
| --------------------- | --------------------- | --------------------- | -------------- | -------------- | ------------- | ------------- | ----------------- | ----------------- | -------------- | -------------- | ----- | ----- |
| 2018-2019             | France                | -                     | -              | -              | -             | -             | 2                 | 0                 | 1              | 0              | 3     | 0     |
| 2022-2023             | France                | -                     | -              | -              | -             | -             | 2                 | 0                 | -              | -              | 2     | 0     |
| Total sur la carrière | Total sur la carrière | Total sur la carrière | 4              | 0              | -             | -             | 4                 | 0                 | 1              | 0              | 9     | 0     |

### Liste des matchs internationaux
| Matchs internationaux d'Alphonse Areola | Matchs internationaux d'Alphonse Areola | Matchs internationaux d'Alphonse Areola | Matchs internationaux d'Alphonse Areola | Matchs internationaux d'Alphonse Areola | Matchs internationaux d'Alphonse Areola | Matchs internationaux d'Alphonse Areola                         |
|                                         | Date                                    | Lieu                                    | Adversaire                              | Résultat                                | Compétition                             | Notes                                                           |
| --------------------------------------- | --------------------------------------- | --------------------------------------- | --------------------------------------- | --------------------------------------- | --------------------------------------- | --------------------------------------------------------------- |
| 1.                                      | 6 septembre 2018                        | Allianz Arena, Munich, Allemagne        | Allemagne                               | 0 - 0                                   | Ligue des nations 2018-2019             | Titulaire.                                                      |
| 2.                                      | 9 septembre 2018                        | Stade de France, Saint-Denis, France    | Pays-Bas                                | 2 - 1                                   | Ligue des nations 2018-2019             | Titulaire.                                                      |
| 3.                                      | 2 juin 2019                             | Stade de la Beaujoire, Nantes, France   | Bolivie                                 | 2 - 0                                   | Match amical                            | Titulaire.                                                      |
| 4.                                      | 22 septembre 2022                       | Stade de France, Saint-Denis, France    | Autriche                                | 2 - 0                                   | Ligue des nations 2022-2023             | Entre en jeu à la place de Mike Maignan à la 46e minute de jeu. |
| 5.                                      | 25 septembre 2022                       | Parken Stadium, Copenhague, Danemark    | Danemark                                | 2 - 0                                   | Ligue des nations 2022-2023             | Titulaire.                                                      |

## Palmarès

### En club
Alphonse Areola est sacré champion de France avec le Paris Saint-Germain en 2013, 2018, 2019 et 2020. Il remporte la Coupe de France en 2017 et 2018, il est remplaçant et n'entre pas en jeu lors des sacre en Coupe de la Ligue en 2017 et 2018 mais remporte les Trophées des champions 2016, 2017 et 2019. Il est également vice-champion de France en 2017 et finaliste de la Coupe de France 2019. 
Prêté une saison au SC Bastia, il est finaliste de la Coupe de la Ligue en 2015 avec le club corse. En juillet 2020, après un prêt d'une saison au Real Madrid il est sacré champion d'Espagne. Il a ainsi la particularité d'être à la fois champion de France avec le PSG et champion d'Espagne avec le Real Madrid en 2020 ayant joué au moins une minute du championnat de France et d'Espagne la même saison. Il est sur le banc mais n'entre pas en jeu lors de la victoire en Supercoupe d'Espagne 2020 du Real.
Avec West Ham United, il remporte la Ligue Europa Conférence en 2023.
| Paris Saint-Germain (11) | SC Bastia                                | Real Madrid (2)                                                                                 | West Ham United FC (1)                             |
| --- | ---------------------------------------- | ----------------------------------------------------------------------------------------------- | -------------------------------------------------- |
| - Championnat de France (4) : - Champion : 2013, 2018, 2019 et 2020 - Vice-Champion : 2017 - Coupe de France (2) : - Vainqueur : 2017 et 2018 - Finaliste : 2019 - Trophée des Champions (3) : - Vainqueur : 2016, 2017 et 2019 - Coupe de la Ligue (2) : - Vainqueur : 2017 et 2018 | - Coupe de la Ligue : - Finaliste : 2015 | - Championnat d'Espagne (1) : - Champion : 2020 - Supercoupe d'Espagne (1) : - Vainqueur : 2020 | - Ligue Europa Conférence (1) : - Vainqueur : 2023 |

### En sélection
Le 13 juillet 2013, il est sacré champion du monde des moins de 20 ans avec l'Équipe de France en remportant la finale face à l'Uruguay. Lors de cette finale remporté aux tirs au but, Alphonse Areola se distingue en stoppant les tirs d'Emiliano Velázquez et de Giorgian De Arrascaeta.
Alphonse Areola compte 5 sélection en équipe de France et remporte la Coupe du monde 2018 en Russie avant même de jouer son premier match international. Il participe également à l'Euro 2020 avant d'être finaliste de la Coupe du monde 2022 au Qatar.
| France -20 ans (1)                        | France (1)                                                   |
| ----------------------------------------- | ------------------------------------------------------------ |
| - Coupe du Monde (1) : - Vainqueur : 2013 | - Coupe du Monde (1) : - Vainqueur : 2018 - Finaliste : 2022 |

### Distinctions personnelles
Il reçoit le Trophée UNFP du meilleur joueur de Ligue 2 du mois d'avril 2014 avant d'être élu meilleur gardien de Ligue 2 de la saison 2013-2014 et d'être membre de l'équipe-type de Ligue 2.

## Décoration
- Chevalier de la Légion d'honneur. Par décret du Président de la République en date du 31 décembre 2018, tous les membres de l'équipe de France championne du monde 2018 sont promus au grade de Chevalier de la Légion d'honneur[1].

## Vie privée
Alphonse se marie le 26 décembre 2014 avec Marrion. Ils ont trois filles, Ayleen-Grace, née le 5 mai 2015, Aymma-Lyse, née le 2 janvier 2017, et Ayva-may Victoria née le 20 octobre 2020.